# Aaron Martin
Aaron Martin (ur. 29 września 1986 w Newport) – angielski piłkarz występujący na pozycji środkowego obrońcy, zawodnik Hamilton Academical.

## Życiorys

### Kariera klubowa
Od 2007 był zawodnikiem angielskich klubów: Eastleigh F.C., Southampton F.C., Salisbury City F.C., Crystal Palace F.C., Coventry City F.C., Birmingham City F.C., Yeovil Town F.C., Oxford United F.C. i Exeter City F.C.
7 listopada 2020 podpisał półroczny kontrakt ze szkockim klubem Hamilton Academical F.C. ze Scottish Premiership.

## Sukcesy

### Klubowe
Southampton F.C.
- Zdobywca drugiego miejsca w EFL League One: 2010/2011[4]
- Zdobywca drugiego miejsca w EFL Championship: 2011/2012[4]

Oxford United F.C.
- Zdobywca drugiego miejsca w Football League Trophy: 2016/2017[4]